# 假硕大马先蒿
假硕大马先蒿（学名：Pedicularis pseudoingens）是列当科马先蒿属的植物，是中国的特有植物。分布在中国大陆的云南等地，生长于海拔3,000米至4,200米的地区，多生长在灌丛与草坡中，目前尚未由人工引种栽培。